# Burg Seldeneck (Remshalden)
Die verschwundene Burg Seldeneck lag in einst in Geradstetten, einem Ortsteil der Gemeinde Remshalden im Rems-Murr-Kreis in Baden-Württemberg. Über die modern überbaute Burganlage ist nur noch wenig bekannt.

## Lage
Die Burg lag am heutigen westlichen Ortsausgang von Geradstetten Richtung Grunbach. Zwischen der Unteren Hauptstraße und dem Weinbergweg erinnert der Burgstallweg an den einstigen Burgstall. Die Flur hieß früher Im Burgstall.

## Beschreibung

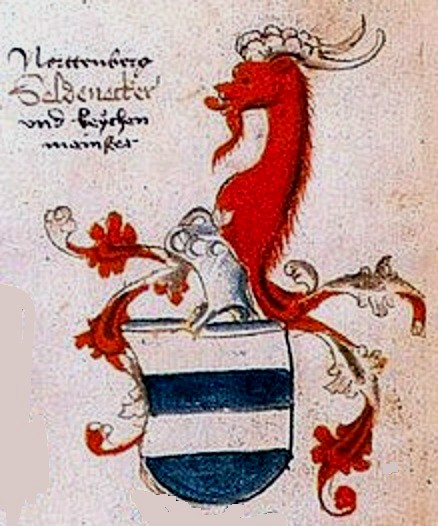
Wappen derer von Seldeneck

Heute sind von der Burg keine oberirdischen Reste mehr zu sehen. Daher ist über das einstige Aussehen einstigen Burg nicht viel bekannt. Das Gelände ist mit modernen Wohnhäusern überbaut. Vermutlich erstreckte sich die Burganlage auf die heutigen Grundstücke Weinbergstraße 35, 37 und 39. Die Grundstücke befinden sich in Privateigentum, was eine archäologische Untersuchung unwahrscheinlich macht. 1974 stieß der Eigentümer von dem Haus Weinbergweg 35 bei Bauarbeiten auf etwa 1 Meter dicke Mauern aus groben, unbearbeiteten Steinen. Weitere Forschungen wurden nicht angestellt. Der Bauherr und Eigentümer von dem Anwesen Weinbergweg 39 soll bei Bauarbeiten zahlreiche bearbeitete Steine unter der Grasnarbe gefunden haben, die er allerdings später in sein Haus vermauert habe.

## Geschichte
Ein örtliches Adelsgeschlecht aus Geradstetten wird nur 1290/91 mit einem Ruf von Geradstetten, genannt Weingärtner (Rufo de Gerhartstetin alias dictus Wingartner) erwähnt. Vermutlich wurde die Burg von dessen Geschlecht erbaut. In der Folgezeit war die Herrschaft über den Ort unter verschiedenen Adelsgeschlechtern unter württembergischer Lehnshoheit aufgeteilt. Die Burg fiel wohl von dem erwähnten Rufo an die Herren von Urbach. Von Jakob von Urbach ging die Burg wohl 1369 an dessen Schwager Johann von Seldeneck. Der Name Seldeneck wurde in dieser Zeit auf die Burg übertragen. Ende des 14. Jahrhunderts wird ein Hans von Seldeneck (wahrscheinlich identisch mit dem 1369 erwähnten Johann) erwähnt, der ehemalige urbach’sche Güter in Geradstetten besaß. Was in der Folgezeit mit der Burg passierte, liegt im Dunklen. Es ist unklar, wann die Burg abgegangen ist. In der Beschreibung des Oberamts Schorndorf wird die Burg Selneck genannt.
In den 70er Jahren wurde der Burgstall in ein Neubaugebiet einbezogen, endgültig eingeebnet und modern überbaut.